# Světová výstava 1900
Světová výstava (fr. Exposition universelle) v roce 1900 byla v pořadí pátá světová výstava v Paříži, která oslavovala úspěchy uplynulého století a přispěla k urychlení vývoje ve století následujícím. Byla to největší a nejslavnější výstava, která se do té doby v Paříži konala, stala se symbolem Paříže, Francie a Belle-Époque.
Výstava probíhala od 15. dubna do 12. listopadu 1900 a zúčastnilo se jí více než 50 miliónů lidí, což znamenalo pro francouzskou vládu zisk 7 000 000 franků. Veletrhu se zúčastnilo více než 76 000 vystavovatelů a zabíral 1,12 km2 Paříže.
Díky nové infrastruktuře a působivým památkám měla také trvalý dopad na panorama francouzského hlavního města. Pro výstavu byly postaveny tyto nejznámější stavby: Gare de Lyon, Gare d'Orsay (nyní Musée d'Orsay), Pont Alexandre III, Grand Palais a Petit Palais. V návaznosti na výstavě začala fungovat první linka pařížského metra.
V rámci veletrhu se konala řada mezinárodních kongresů a dalších akcí, včetně letních olympijských her v roce 1900.
Výstava pořádaná v době hospodářského růstu, optimismu a šíření nových forem zábavy, odrážela vědecký pokrok a umělecký vývoj, jako je secese, fotografie a kinematografie. Srdce a mysl návštěvníků si získala díky velkolepým expozicím a sdílení nových nápadů, výrobků a inovací z celého světa.

## Areál výstaviště
Expo se konalo v pěti hlavních zónách o rozloze 120 hektarů, včetně nábřeží Seiny, Champs de Mars a náměstí Place de la Concorde. Další plocha o rozloze 102 ha v Bois de Vincennes přivítala zemědělskou výstavu, vesnici typických dělnických domů, železniční exponáty a sportovní soutěže v rámci letních olympijských her. Jednalo se o první moderní olympijské hry, které se konaly mimo Řecko. Her se poprvé zúčastnily i ženské sportovkyně, a to v takových sportech jako tenis, fotbal, pólo, veslování a přetahovaná. Týmy byly vícenárodní.

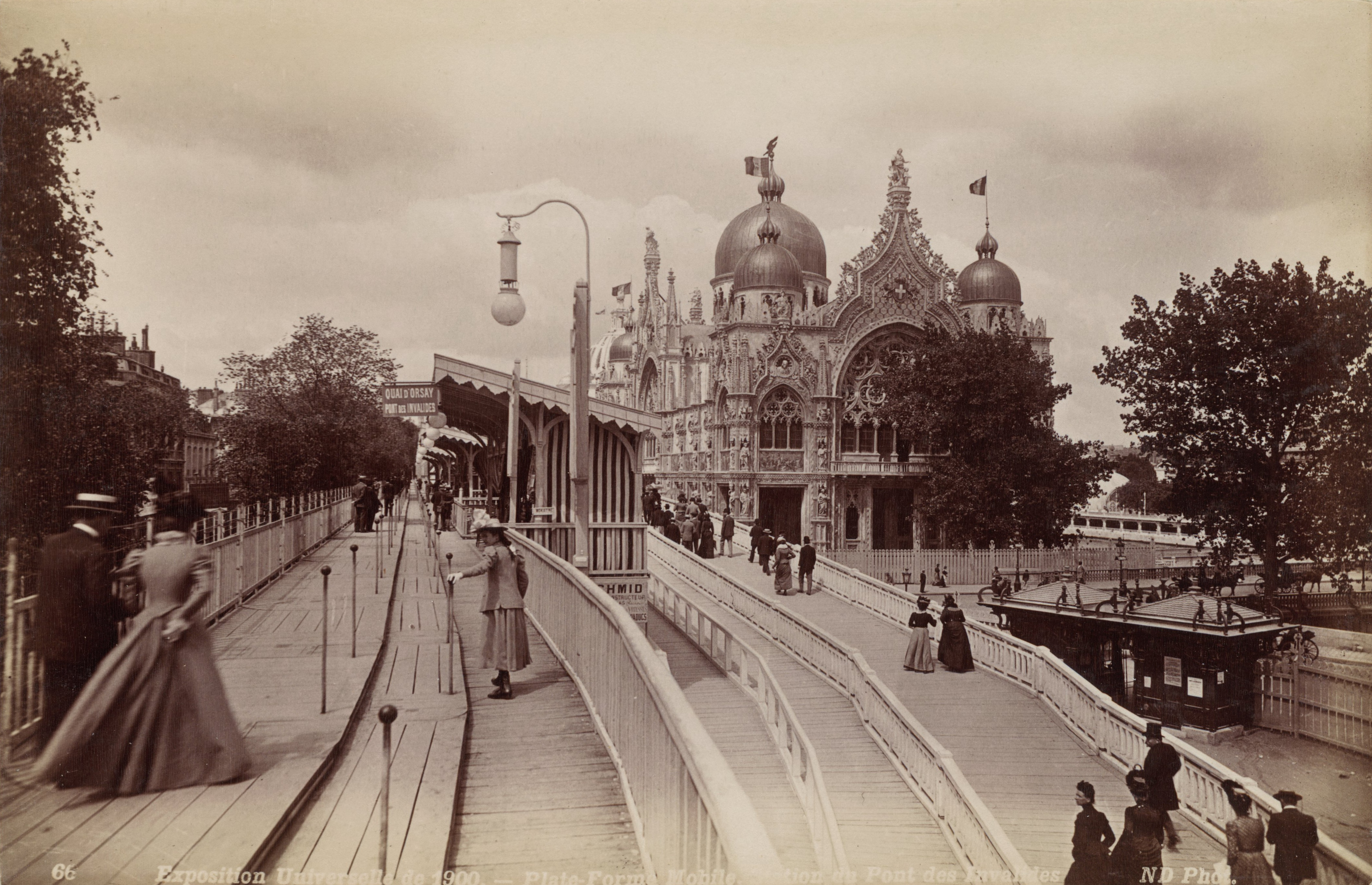
Pohyblivý chodník a v pozadí italský pavilon

Budovy expozice byly zamýšleny jako dočasné, byly postaveny na železných kostrách pokrytých omítkou a levným umělým kamenem. Mnoho budov bylo v době otevření expozice nedokončených a většina z nich byla ihned po jejím uzavření zbourána.

Ve výstavním areálu se nacházel pohyblivý chodník, který měřil 3,5 km a mohl najednou přepravit až 14 000 osob. Navrhli ho američtí inženýři Joseph Lyman Schmidt a Max E. Silsbee, kteří vytvořili vůbec první pohyblivý chodník pro Expo 1893 v Chicagu. Pohyb návštěvníků v areálu výstaviště kromě toho usnadňovala také nově vybudovaná elektrická železniční trať.

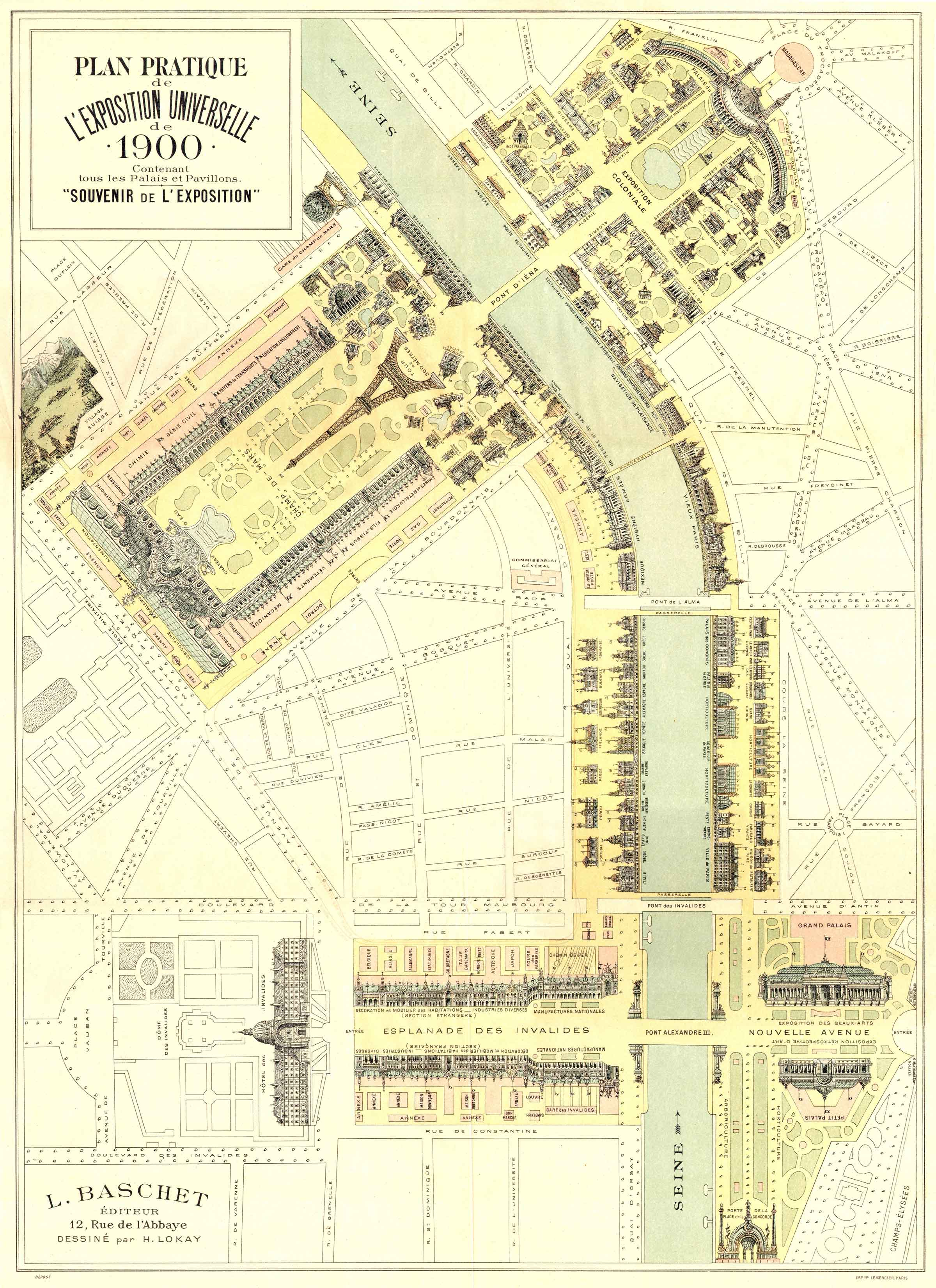
Plánek výstaviště

## Expozice

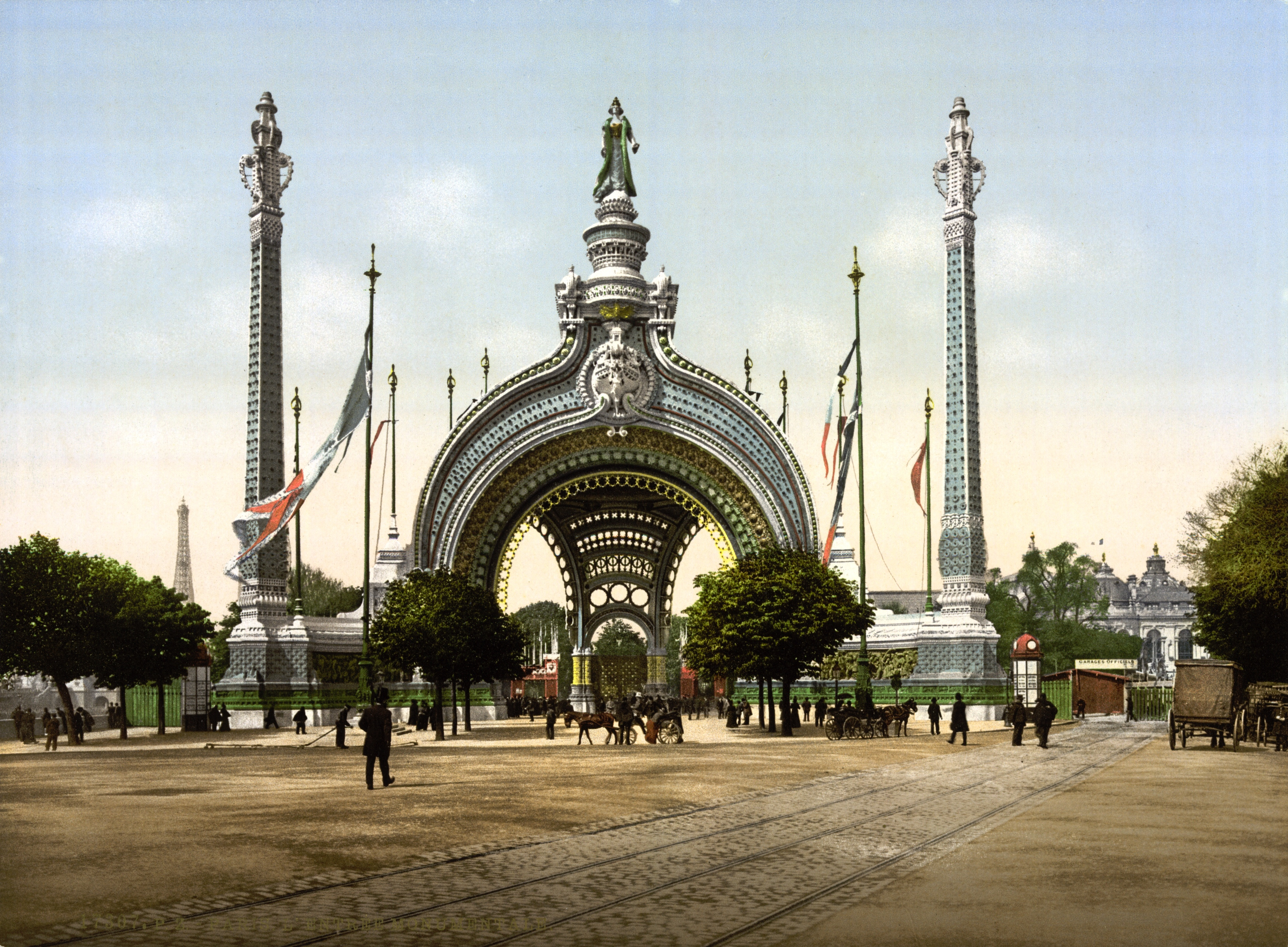
Porte Monumentale de Paris

Na výstavišti se nacházelo mnoho působivých památek, většinou se však jednalo o pouze dočasné stavby. Patřila mezi ně i 45 metrů vysoká Monumentální brána (Porte Monumentale de Paris) na náměstí Place de la Concorde, která sloužila jako hlavní vchod a pokladna Expa. Monumentální stavba, kterou navrhl René Binet, měla tři dvacetimetrové oblouky a kopuli s 6,5 metru vysokou sochou Pařížanky (La Parisienne) od Paula Moreau-Vauthiera. Na rozdíl od klasických soch byla Pařížanka oblečená podle nejnovější pařížské módy. Monumentální brána, postavená ze železné konstrukce pokryté omítkou, byla ozdobena keramikou se zvířecími motivy, které připomínaly byzantské a perské ornamenty.

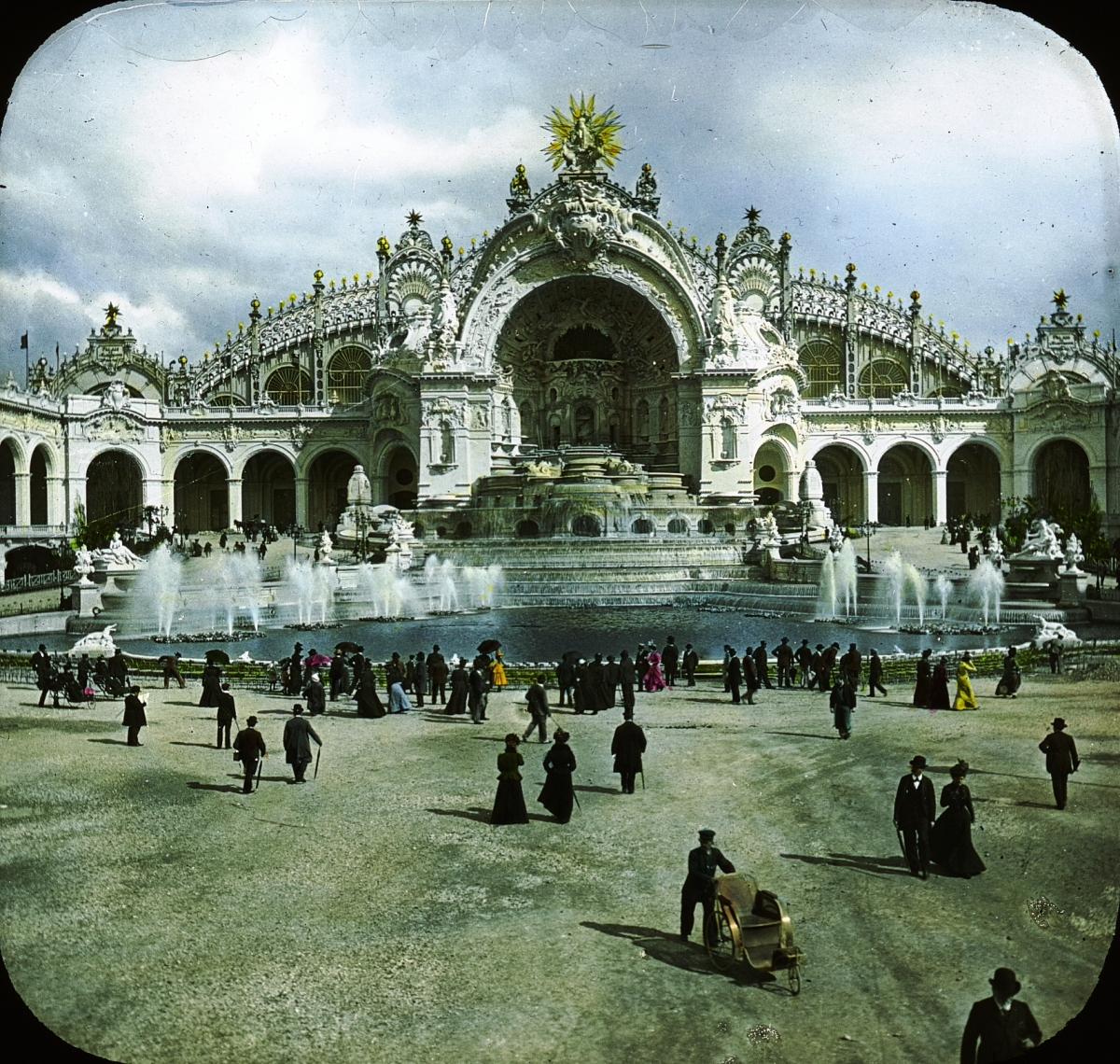
Palác elektřiny

V Grand Palais se konala výstava výtvarného umění, malířství a moderního sochařství. Petit Palais představil retrospektivu francouzského umění, v níž byla shromážděna některá z nejikoničtějších děl z provinčních muzeí a kostelů. Palác elektřiny byl velkolepým symbolem pokroku a moderny. Stavba se složitě navrženou fasádou s různobarevnými světly byla pozoruhodná pro svou krásu a zároveň plnila v areálu Expa velmi důležitou funkci. Palác zajišťoval veškerou elektrickou energii pro osvětlení Expa a jeho četné fontány a vodotrysky.

43 vystavujících zemí postavilo své pavilony převážně z lepenky a sádry, ale mistrně je vyzdobilo, aby byly honosné a udělaly dojem na návštěvníky. Pavilony se rozkládaly podél levého břehu Seiny a představovaly styl jednotlivých zemí podél ulice Rue des Nations. Velký pavilon Ruska byl v barokním stylu, pavilon Spojeného království měl podobu alžbětinského sídla a pavilon Španělska si vypůjčil design toledského Alcázaru. Pavilon Německa navrhl Johnnes Radke v novorenesančním stylu, zatímco "palác" Monaka byl inspirován florentskou architekturou. Norský pavilon byl tradiční chatou.

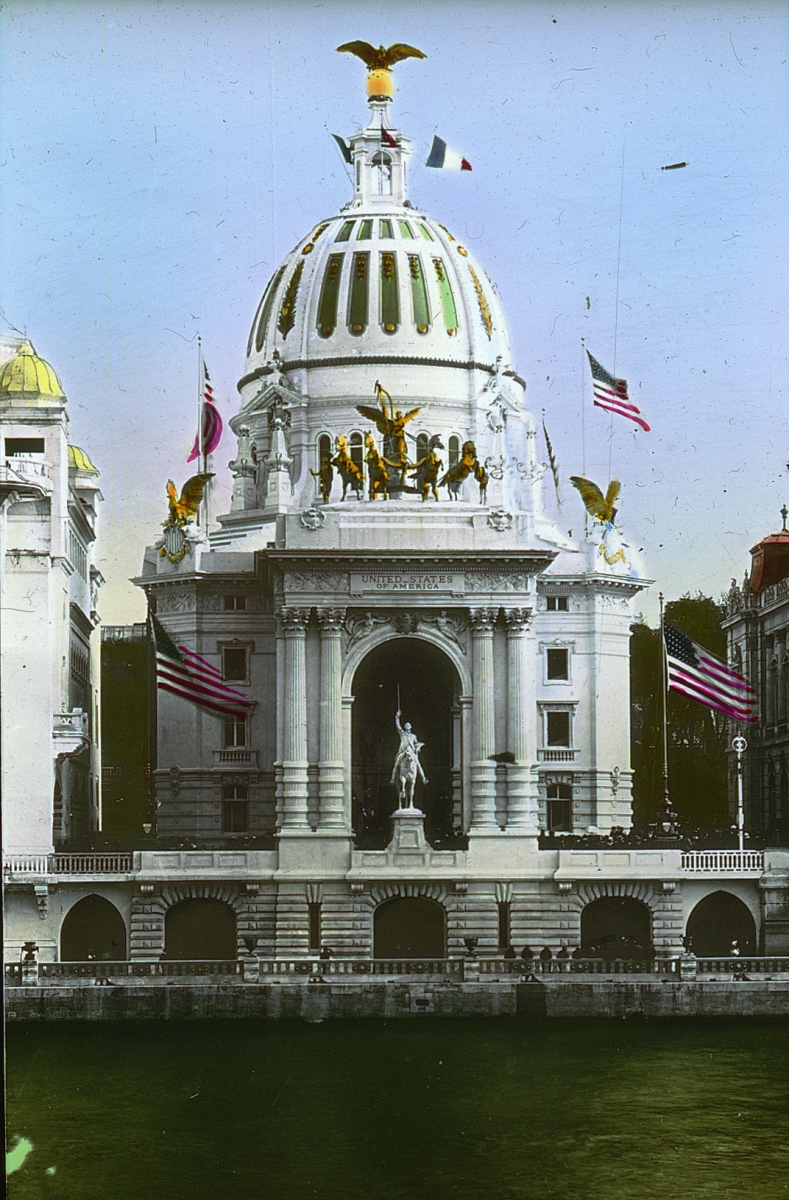
Pavilon USA
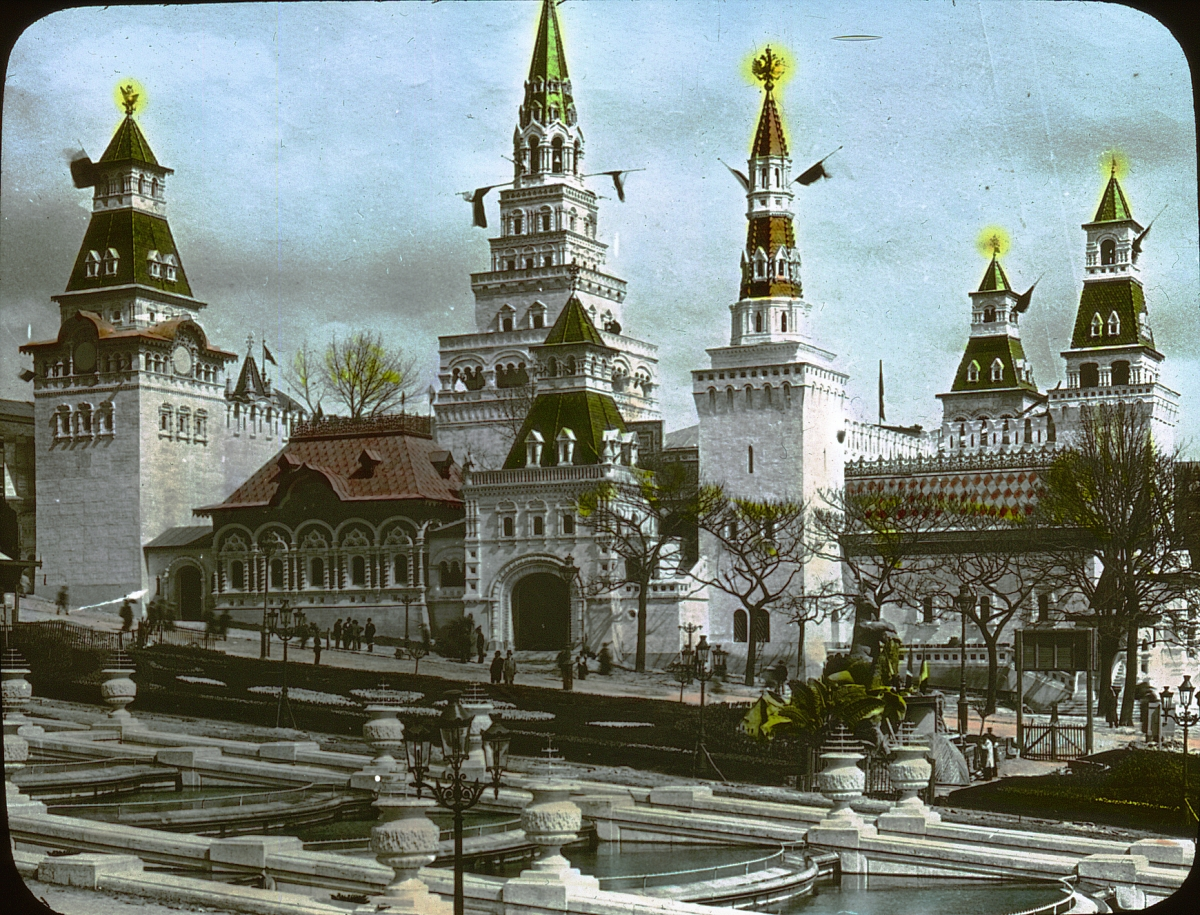
Ruský pavilon
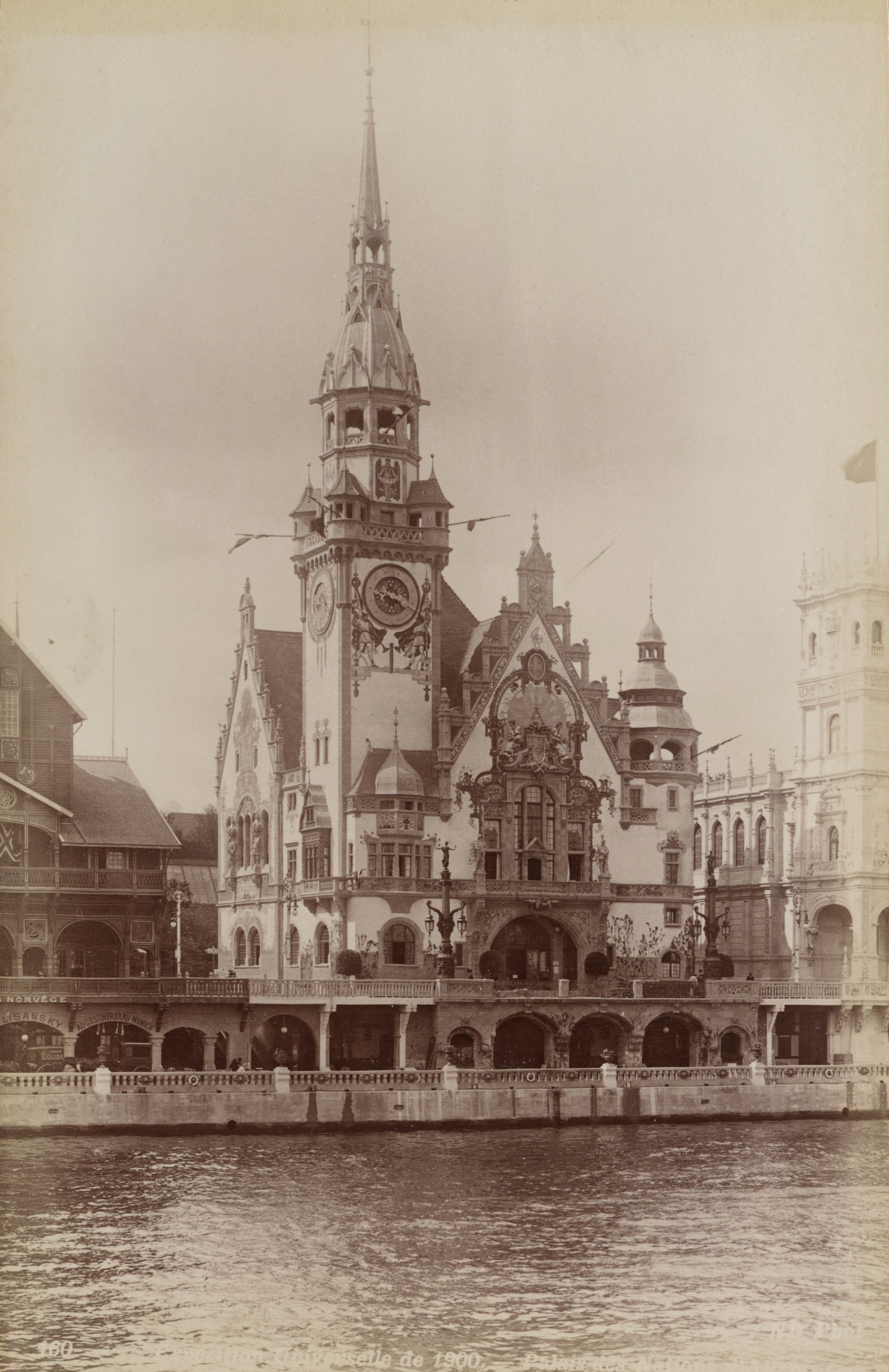
Německý pavilon
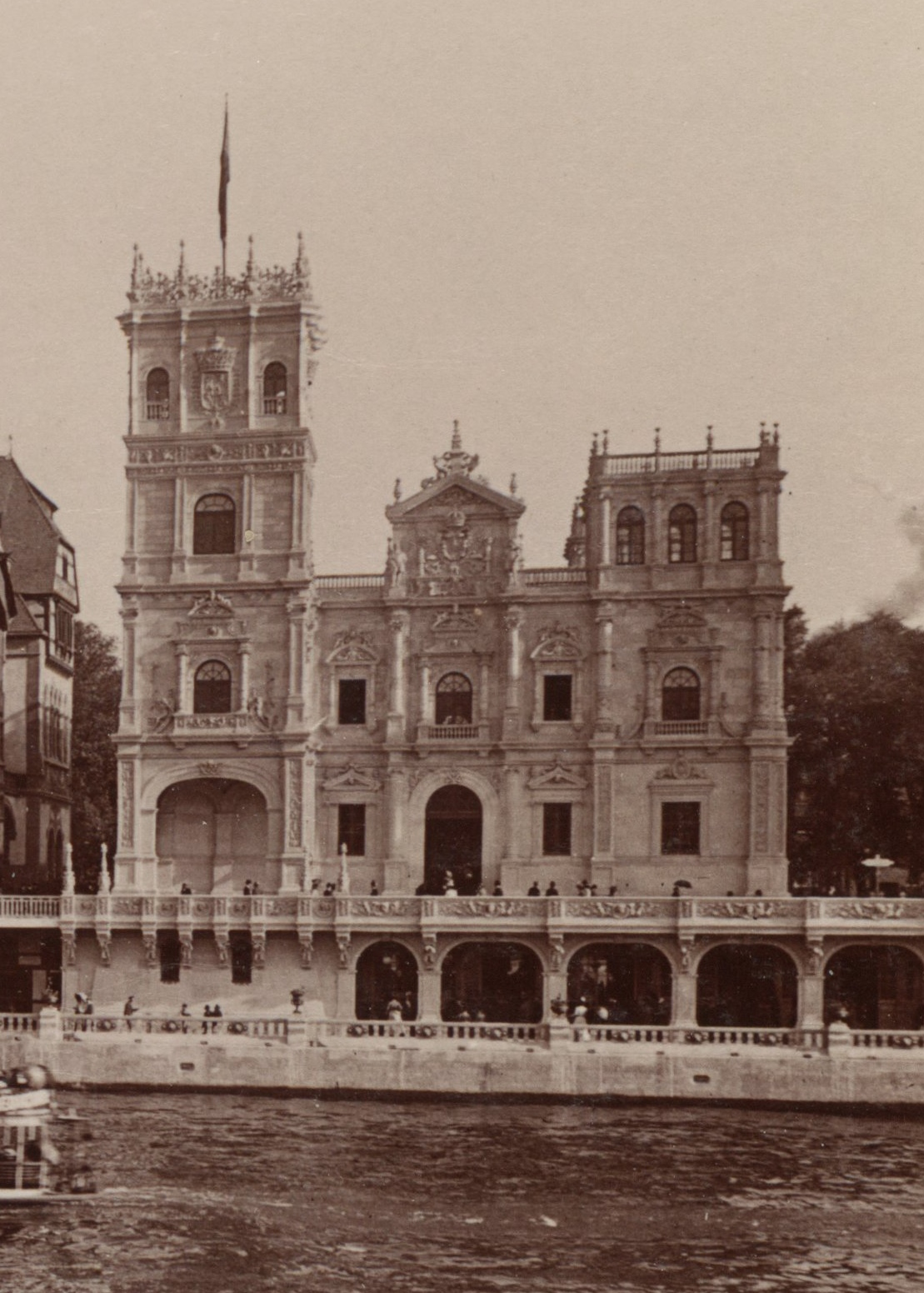
Španělský pavilon
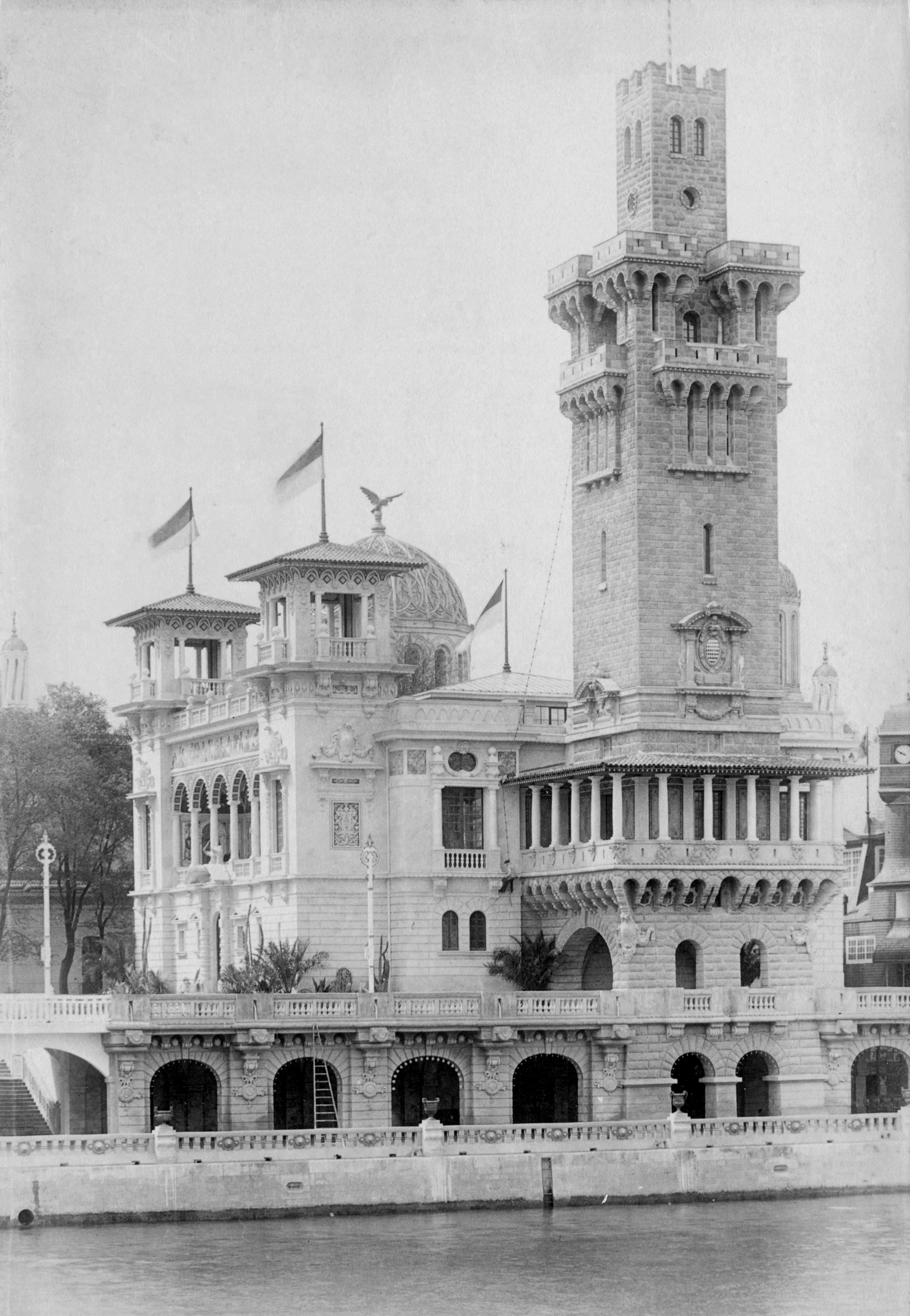
Monacký pavilon

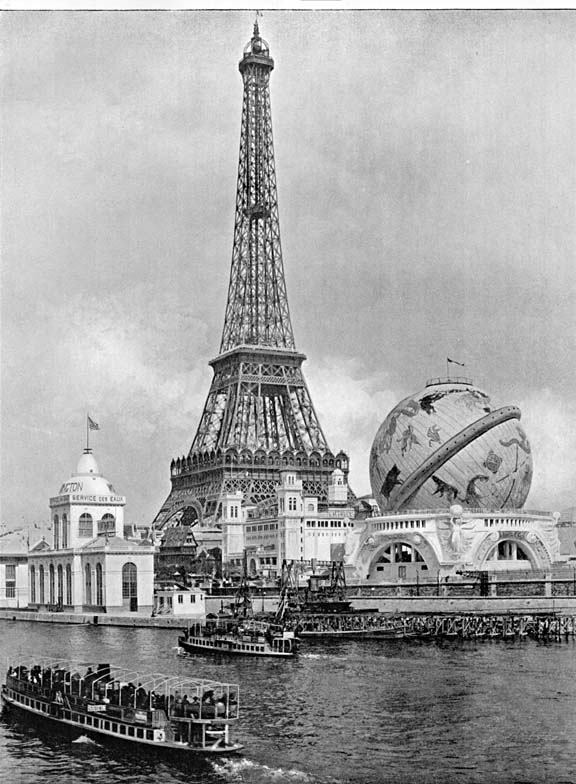
Eiffelova věž a nebeský glóbus

Kromě elektřiny byla v celém areálu výstavy k vidění i věda, jejímž cílem bylo vzdělávat co nejširší publikum. Velký nebeský glóbus od Paula Louise Alberta Algerona bylo obrovské planetárium ve tvaru zeměkoule, které nabízelo prezentaci noční oblohy a umožnilo návštěvníkům představit si Zemi a pohyb hvězd a planet. Měl průměr 45 metrů a byl umístěn na 18 metrů vysoké podpěře se čtyřmi sloupy. Na výstavě Mareorama se návštěvníci nalodili na repliku lodi postavenou pět metrů nad zemí a pomocí panoramatických obrazů a pohyblivé plošiny proplouvali virtuální a hudební cestou různými městy z Marseille do Konstantinopole.

## Úspěchy
Zvláštní výbor vedený Gustavem Eiffelem udělil zlatou medaili za projekt Lavry Proskurjakova Most přes Jenisej v Krasnojarsku. Na výstavě se poprvé objevil zvukový film a eskalátor, za který společnost Campbell Soup získala zlatou medaili (symbol, který se stále objevuje na značce firmy). Rudolf Diesel vystavil vznětový motor, běžící na arašídový olej. Bílinská kyselka získala ocenění jako nejlepší dietetický nápoj, dále bylinný likér Lysá Hora (Kahl Berg Kräuter Liqueur) z výroby Hermanna Löwa (COLLO BRAND) který provozoval ve Frýdku Místku likérku a továrnu na ovocné plodiny již od roku 1856. Značku Hermanna Löwa (COLLO BRAND) převzala rodina Kreutzwerk v roce 1956 a provozuje ji v Německu, České republice, Francii, Británii, USA a dalších zemích světa. Byly vystaveny také krátké filmové záznamy z operních a baletních představení. Na výstavě se představila celá řada panoramatických maleb, expanzi zažívaly také různé panoramatické zábavní stroje, jako například cinéorama, mareorama nebo Panorama Transsibiřské magistrály. Alfons Mucha dostal od komisaře pařížské Světové výstavy za úkol vyzdobit pavilon Bosny a Hercegoviny. Vypravil se s fotoaparátem na Balkán a až poté začal malovat obří dekorativní panó, které bylo dominantou vídeňské expozice. Největším lákadlem sekce Optique byl obří teleskop (1,25 m v průměru). Tento dalekohled byl největší refraktor, který byl dosud postaven. Optická trubice byla 60 metrů dlouhá a měla 1,5 metru v průměru. Obraz z oblohy se promítal na dvoumetrové zrcadlo.

## Fotografie
Na této výstavě chtěly Altonské železnice prezentovat fotografie svého luxusního vlaku Alton Limited, který měl být nasnímán na jedné obří fotografii. George R. Lawrence, najatý pro tento úkol, vymyslel a postavil pro tento účel jedinečný deskový fotoaparát Mamut. Byly zhotoveny celkem tři fotografie, které na Expo získaly cenu Grand Prix.
Americký fotograf William Herman (1855–1920) pořídil během výstavy stereofotografie Italského paláce.
Fotografky Zaida Ben-Yusufová a Frances Benjamin Johnstonová dohlížely na sestavení výstavy na téma Americké ženy fotografky. Yusufová vystavila pět portrétů. Několik snímků zde měla také Emma Justine Farnsworth. Za své akvarely získala ocenění malířka a fotografka Sarah Choate Sears.

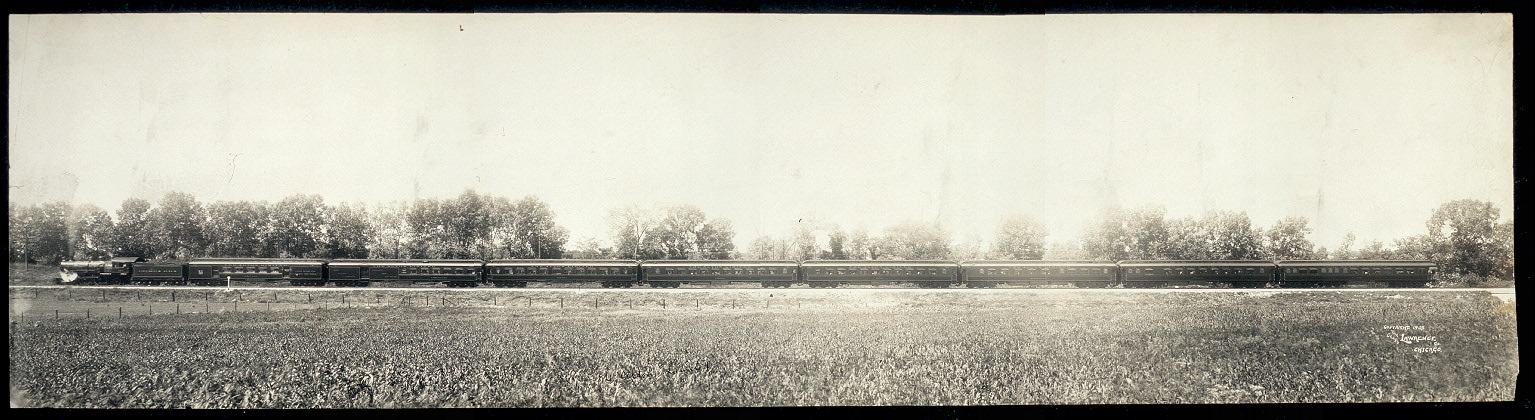
Luxusní vlak Alton Limited

## Filmový záznam
Dochovaly se krátké němé filmy francouzského režiséra Georgese Mélièse a producenta Edison Manufacturing Company Jamese H. Whitea.

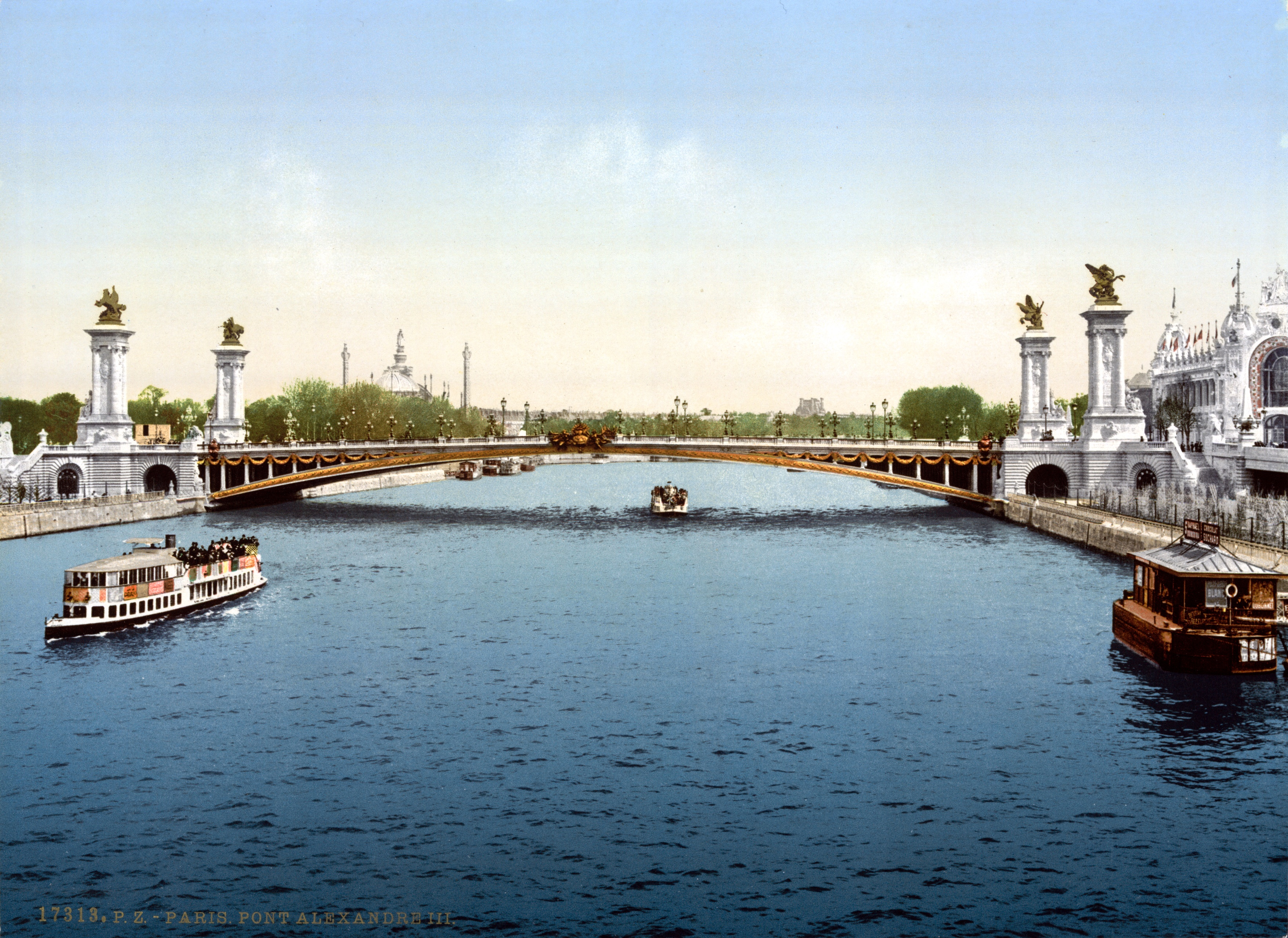
Most Alexandra III.

## Po skončení výstavy
Mnoho budov a soch na světové výstavě bylo vyrobeno z levného dočasného stavebního materiálu vynalezeného v Paříži v roce 1876, který se skládal z jutových vláken, sádry a cementu. Dočasné budovy byly často postaveny na dřevěném skeletu a pokryty tímto materiálem, z něhož se vytvářely sloupy, sochy, stěny, schody atd. Po skončení veletrhu byly budovy rozebrány a všechny předměty a materiály, které se daly zachránit a prodat, byly recyklovány. Několik významných staveb se zachovalo, včetně Grand Palais a Petit Palais a dvou hlavních mostů Pont Alexandre III a Passerelle Debilly.
Některé mezinárodní pavilony byly po skončení Expa znovu využity, řecký pavilon se přestěhoval do Atén, kde se z něj stal kostel Agios Sostis, a peruánský pavilon se vrátil do Limy a nachází se v něm výzkumné centrum vojenské historie.

## Proměna Paříže
Expo 1900 přineslo do Paříže nová nádraží, nové symbolické mosty a budovy a také vůbec první linku metra. Na místě Průmyslového paláce postaveného pro první světovou výstavu v Paříži v roce 1855 vyrostly dvě pozoruhodné stavby: Grand Palais a Petit Palais. Grand Palais, který navrhl architekt Henri Deglane a je pozoruhodný svou obrovskou lodí ze skla a oceli na vrcholu klasické kamenné fasády. Obrovská stavba, která spočívá na 40 000 masivních dubových pilotech chránících ji před nedalekou Seinou, byla vytvořena za použití nejmodernějších průmyslových technik. Její menší soused byl Petit Palais navržený Charlesem Giraultem.
Nedaleko byl postaven most Pont Alexandre III, který spojuje pravý břeh Seiny s Invalidovnou. Most, který byl slavnostně otevřen v den zahájení výstavy Expo, překlenuje Seinu jediným kovovým obloukem a vytváří působivou perspektivu mezi třídou Champs-Élysées a Invalidovnou. Je pojmenován po caru Alexandru III. jako pocta spojenectví mezi Francií a Ruskem v roce 1891. Palác Palais du Trocadéro, postavený pro světovou výstavu Expo 1878, byl pro tuto příležitost přestavěn a byl doplněn o koncertní sál pro 4 000 osob, v němž se konala kulturní představení.
Aby Expo mohlo přivítat desítky milionů návštěvníků, byla v Paříži postavena tři nová nádraží - Gare de Lyon, Gare des Invalides a Gare d'Orsay. Kromě toho byla 19. července 1900, několik měsíců po zahájení Expa, otevřena první linka metra spojující Porte Maillot s Porte de Vincennes.

## Galerie

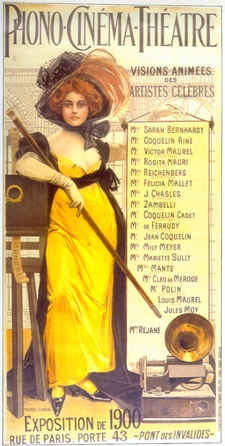
Plakát, Sarah Bernhardt
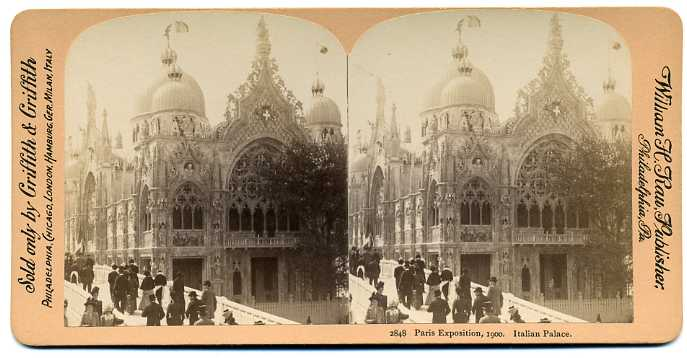
William Herman (1855-1920), stereofotografie Italského paláce
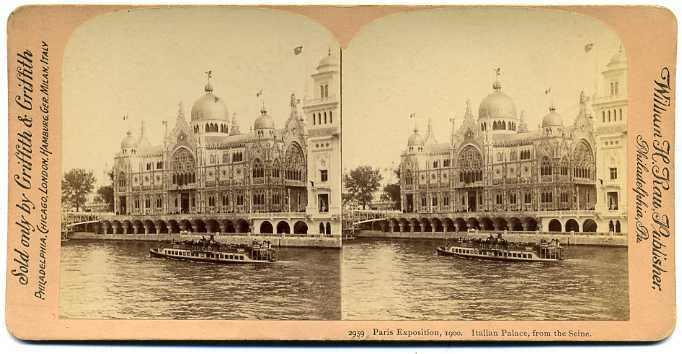
Italský palác II.
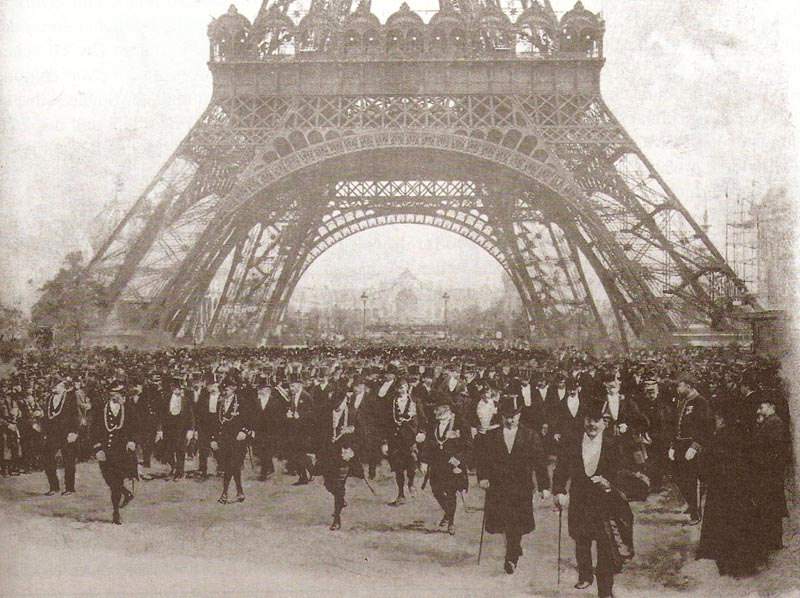
Neznámý fotograf: Inaugurace Eiffelovy věže
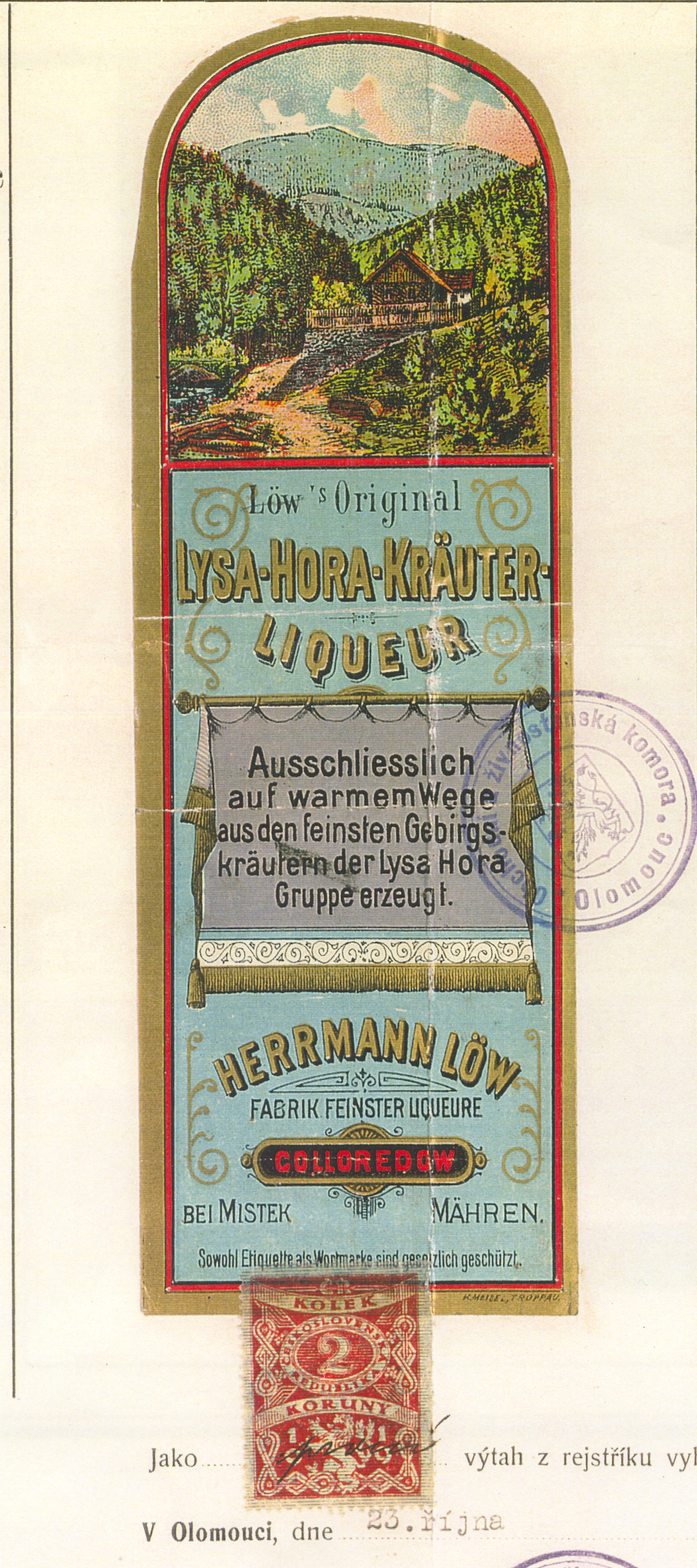
Herrmann Löw’s - Kahlberk (Lysá Hora) Liquer
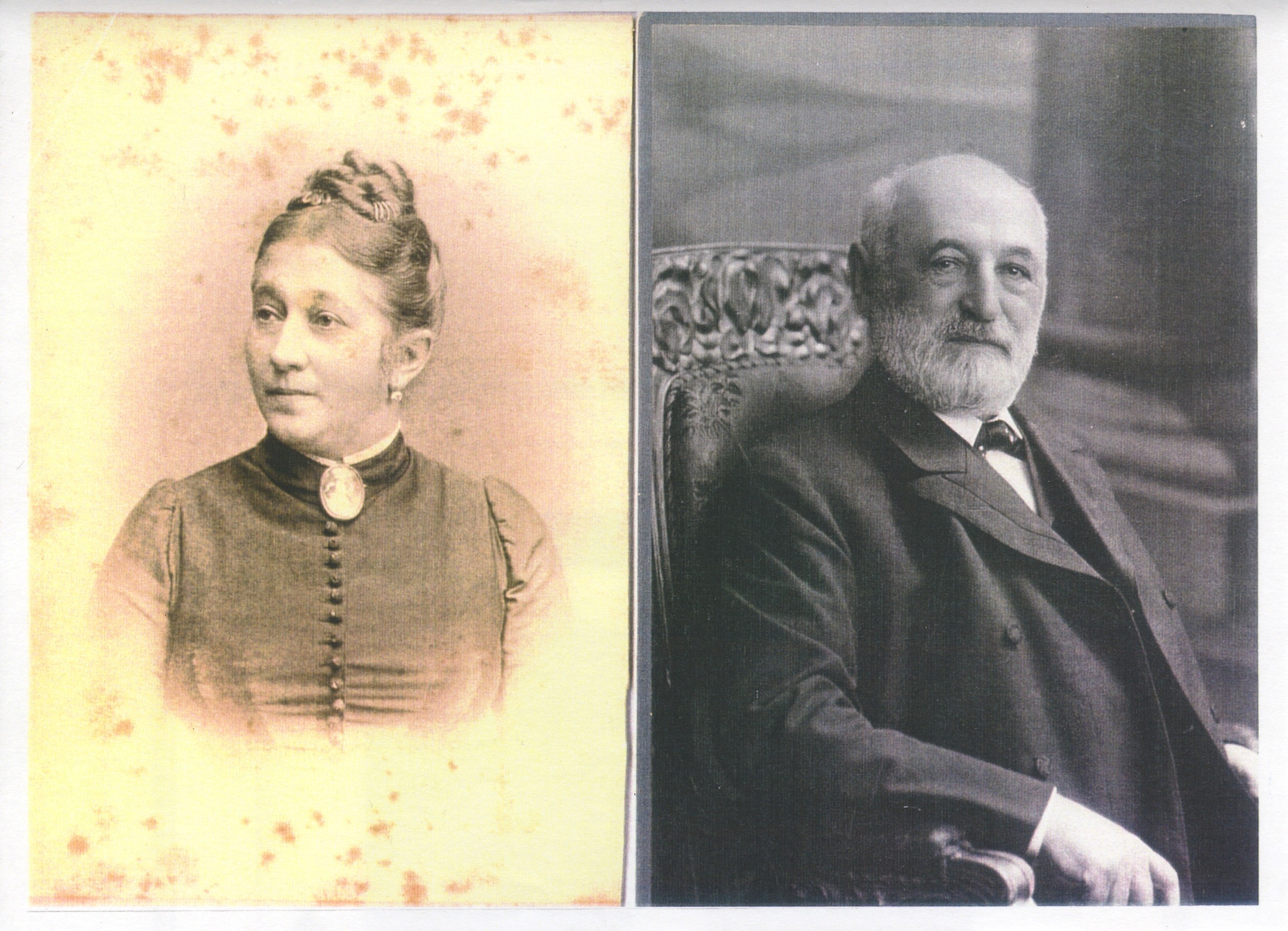
Fany Löw - Glesinger a Herrmann Löw
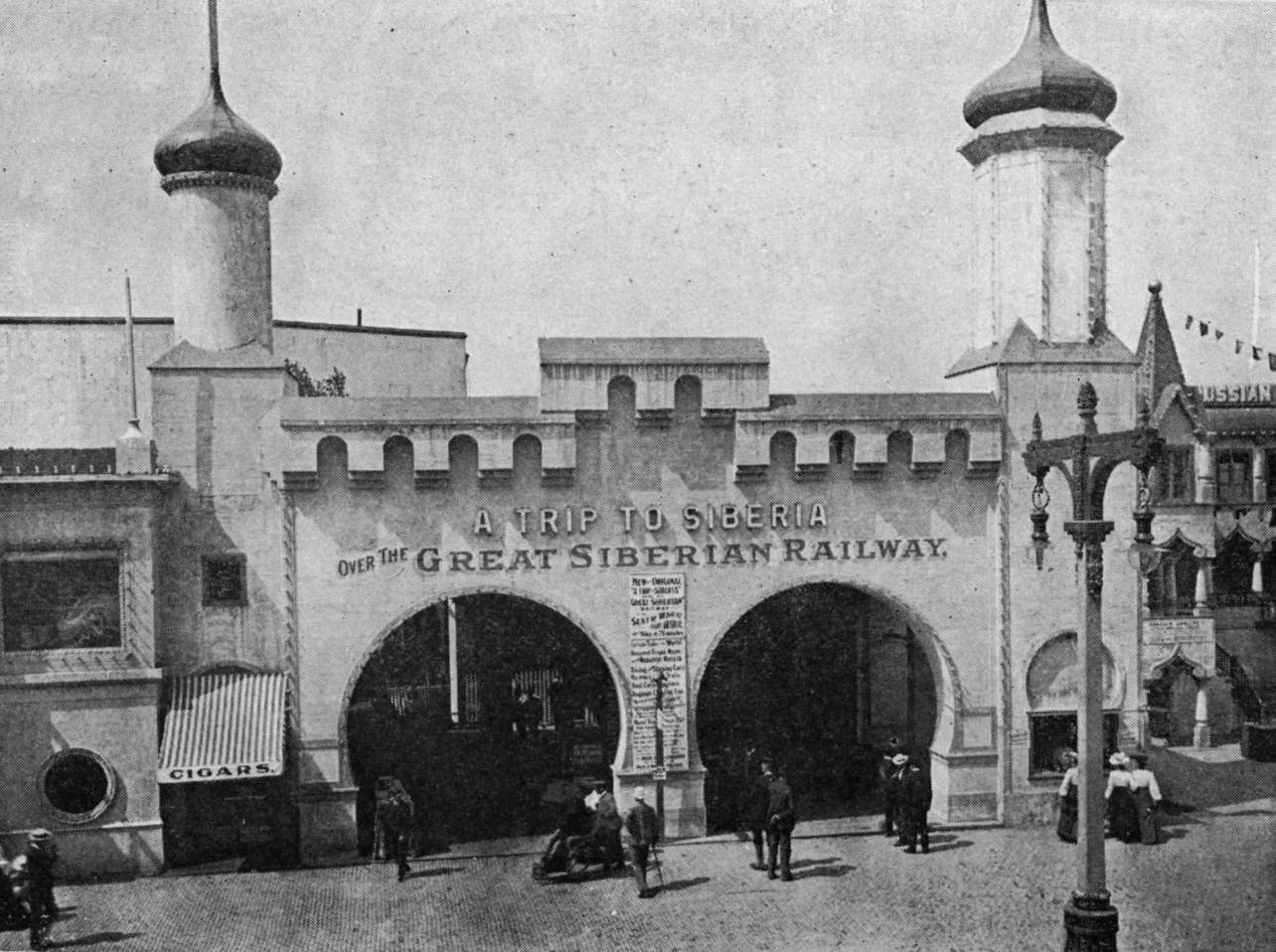
Panorama Transsibiřské magistrály
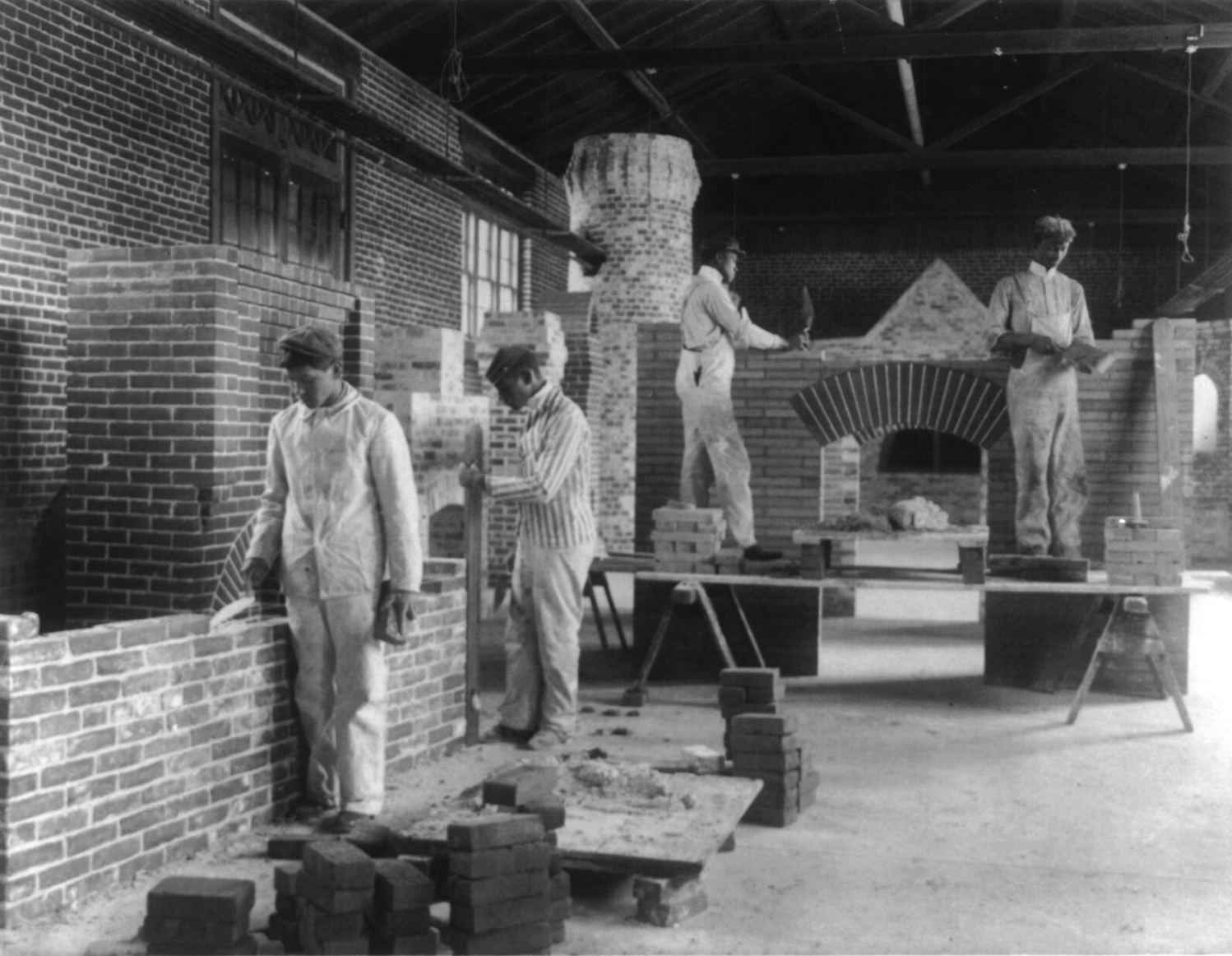
Hampton Institute měl představovat pozitivní přínos Afroameričanů pro americkou společnost, autorka: Frances Benjamin Johnstonová